# Kleine Sumpfschnecke
Die Kleine Sumpfschnecke (Galba truncatula), auch Leberegelschnecke genannt, ist eine Schneckenart aus der Familie der Schlammschnecken (Lymnaeidae), die zur Unterordnung Wasserlungenschnecken (Basommatophora) gehört. Es ist die einzige Art der Gattung Galba in Mitteleuropa.

## Merkmale
Die Gehäuse sind kegelförmig und relativ klein; sie messen 5 bis 9 mm in der Höhe und 2 bis 4 mm in der Breite. Es gibt jedoch auch seltene Kümmerformen, die nur 3 mm hoch werden und sehr selten auch Riesenformen, die bis 15 mm Gehäusehöhe erreichen. Es sind fünf bis sechs Umgänge vorhanden, die regelmäßig zunehmen. Sie sind durch eine tiefe Naht getrennt und dadurch stufig abgesetzt. Die Mündung ist längsoval und oben gespitzt. Sie umfasst weniger als die Hälfte der Gehäusehöhe. Der Mundsaum ist an der Spindel breit zurückgeschlagen, jedoch ist der Nabel offen und tief. Die Schale ist hornfarben und fein gestreift, die Schalenstärke variiert beträchtlich.

## Geographisches Vorkommen und Habitat
Die Kleine Sumpfschnecke hat ein riesiges Verbreitungsgebiet, das fast das gesamte Europa umfasst (in Nordnorwegen bis zum 71° Breitengrad). Sie kommt außerdem in Nordafrika, Kleinasien und Sibirien bis nach Alaska vor, ebenso in Island. Sie wurde inzwischen auch in andere Regionen der Welt verschleppt und ist dort durch ihre Funktion als Vektor für die Fasziolose zum Problem geworden, z. B. Argentinien. In der Vertikalen kommt die Art vom Flachland bis in 2800 m über NN (Schweiz) vor. Die Kleine Sumpfschnecke lebt amphibisch in der Uferzone von kleinen, pflanzenreichen Gewässern und Seen z. T. sogar in temporären Gewässern, Gräben, sumpfigen Wäldern, feuchten Wiesen und an Land unter feuchtem Laub. Sie kommt aber auch auf wenig bewachsenen und bearbeiteten Flächen vor.

## Lebensweise und Fortpflanzung
Die Art braucht kalkhaltiges Wasser (<0,3°d) und toleriert auch verhältnismäßig hohe pH-Werte (bis 9,6). Wassertemperaturen über 25° werden auf Dauer nicht ertragen, optimal sind etwa 20°. Sie sind aktiv bis zu Temperaturen um 1,5°. Sie ist in geeigneten Biotopen z. T. extrem häufig. In der Literatur finden sich Zahlen von bis zu 2000 Tieren pro m2. Sie ernährt sich bevorzugt von verrottenden Blättern, besonders Gras- und Schwertlilienblättern, aber auch verschiedene Algen, Diatomeen, Pollen und auch Detritus. Sie fressen nur selten frisches Pflanzenmaterial und auch nur sehr selten Aas. Die Tiere werden maximal bis zu einem Jahr alt, unter Laborbedingungen auch bis 17 Monaten. Es werden bis zu drei Generationen pro Jahr gebildet. Die Zahl der Generationen ist jedoch stark klimaabhängig. Nach der Kopulation werden mehrmals Laichballen mit 12 bis 20 Eier im Flachwasser abgesetzt. Die Entwicklungsdauer ist stark temperaturabhängig. Sie reicht von 12 bis 15 Tagen in den Sommermonaten bis zu 40 Tagen im Herbst. Die im April/Mai schlüpfenden Jungen sind bereits im August/September geschlechtsreif und legen bereits wieder Eier.

## Krankheitsüberträger
Die Kleine Schlammschnecke ist in Mitteleuropa der (Haupt-)Zwischenwirt des Großen Leberegels (Fasciola hepatica), der die Fasziolose bei Wiederkäuern und auch beim Menschen auslösen kann. In anderen Regionen der Welt fungieren auch andere Arten von Schlammschnecken als Zwischenwirte.

## Systematik
Die Art wurde 1774 durch Otto Friedrich Müller als Buccinum truncatulum erstmals wissenschaftlich beschrieben. Typlokalität ist Thangelstedt in Sachsen. Sie ist die Typusart der Gattung Galba Schrank, 1803.